# 永平 (北魏)
永平（508年八月—512年四月）是北魏的君主宣武帝元恪的第三个年号，共计3年餘。

## 纪年
| 永平 | 元年  | 二年  | 三年  | 四年  | 五年  |
| ---- | ----- | ----- | ----- | ----- | ----- |
| 公元 | 508年 | 509年 | 510年 | 511年 | 512年 |
| 干支 | 戊子  | 己丑  | 庚寅  | 辛卯  | 壬辰  |

## 參看
- 中国年号索引
  - 其他使用永平年號的政權
- 同期存在的其他政权年号
  - 建平（508年八月—九月）：北魏京兆王元愉年号
  - 天監（502年四月—519年十二月）：南朝梁梁武帝萧衍的年号
  - 建昌（508年-520年）：柔然政权豆罗伏跋豆伐可汗丑奴年号
  - 承平：高昌政权麴嘉年号
  - 義熙：高昌政权麴嘉年号